# Mark Milligan
Mark Milligan (Sydney, 4 agosto 1985) è un allenatore di calcio ed ex calciatore australiano, di ruolo difensore o centrocampista, tecnico del Newcastle Jets.

## Carriera

### Nazionale
Con l'Australia ha partecipato al Campionato mondiale Under-20 del 2005.
Successivamente è stato convocato dalla nazionale maggiore al campionato del mondo 2006, risultando uno dei più giovani convocati ai Mondiali giocati in Germania. Con i Socceroos è stato convocato per più competizioni successivamente come i Mondiali 2010, 2014 e 2018, la Coppa d'Asia nel 2007 e nel 2015 (quest'ultima vinta) e la Confederations Cup 2017.
Nel dicembre 2019 annuncia il proprio ritiro dalla nazionale.

## Statistiche

### Cronologia presenze e reti in nazionale
| Cronologia completa delle presenze e delle reti in nazionale ― Australia | Cronologia completa delle presenze e delle reti in nazionale ― Australia | Cronologia completa delle presenze e delle reti in nazionale ― Australia | Cronologia completa delle presenze e delle reti in nazionale ― Australia | Cronologia completa delle presenze e delle reti in nazionale ― Australia | Cronologia completa delle presenze e delle reti in nazionale ― Australia | Cronologia completa delle presenze e delle reti in nazionale ― Australia | Cronologia completa delle presenze e delle reti in nazionale ― Australia |
| Data                                                                     | Città                                                                    | In casa                                                                  | Risultato                                                                | Ospiti                                                                   | Competizione                                                             | Reti                                                                     | Note                                                                     |
| ------------------------------------------------------------------------ | ------------------------------------------------------------------------ | ------------------------------------------------------------------------ | ------------------------------------------------------------------------ | ------------------------------------------------------------------------ | ------------------------------------------------------------------------ | ------------------------------------------------------------------------ | ------------------------------------------------------------------------ |
| 7-6-2006                                                                 | Ulma                                                                     | Liechtenstein                                                            | 1 – 3                                                                    | Australia                                                                | Amichevole                                                               | -                                                                        | 85’                                                                      |
| 16-8-2006                                                                | Sydney                                                                   | Australia                                                                | 2 – 0                                                                    | Kuwait                                                                   | Qual. Coppa d'Asia 2007                                                  | -                                                                        |                                                                          |
| 7-10-2006                                                                | Brisbane                                                                 | Australia                                                                | 1 – 1                                                                    | Paraguay                                                                 | Amichevole                                                               | -                                                                        | 90+2’                                                                    |
| 16-7-2007                                                                | Bangkok                                                                  | Thailandia                                                               | 0 – 4                                                                    | Australia                                                                | Coppa d'Asia 2007 - 1º turno                                             | -                                                                        |                                                                          |
| 21-7-2007                                                                | Hanoi                                                                    | Giappone                                                                 | 1 – 1 dts (4 – 3 dtr)                                                    | Australia                                                                | Coppa d'Asia 2007 - Quarti di finale                                     | -                                                                        |                                                                          |
| 19-8-2008                                                                | Londra                                                                   | Australia                                                                | 2 – 2                                                                    | Sudafrica                                                                | Amichevole                                                               | -                                                                        | 46’                                                                      |
| 10-6-2009                                                                | Sydney                                                                   | Australia                                                                | 2 – 0                                                                    | Bahrein                                                                  | Qual. Mondiali 2010                                                      | -                                                                        | 63’                                                                      |
| 5-9-2009                                                                 | Seul                                                                     | Corea del Sud                                                            | 3 – 1                                                                    | Australia                                                                | Amichevole                                                               | -                                                                        | 81’                                                                      |
| 3-3-2010                                                                 | Adelaide                                                                 | Australia                                                                | 1 – 0                                                                    | Indonesia                                                                | Amichevole                                                               | 1                                                                        |                                                                          |
| 24-5-2010                                                                | Melbourne                                                                | Australia                                                                | 2 – 1                                                                    | Nuova Zelanda                                                            | Amichevole                                                               | -                                                                        | 23’                                                                      |
| 5-6-2011                                                                 | Adelaide                                                                 | Australia                                                                | 3 – 0                                                                    | Nuova Zelanda                                                            | Amichevole                                                               | -                                                                        | 65’                                                                      |
| 6-9-2011                                                                 | Riad                                                                     | Arabia Saudita                                                           | 1 – 3                                                                    | Australia                                                                | Qual. Mondiali 2014                                                      | -                                                                        | 89’                                                                      |
| 29-2-2012                                                                | Melbourne                                                                | Australia                                                                | 4 – 2                                                                    | Arabia Saudita                                                           | Qual. Mondiali 2014                                                      | -                                                                        |                                                                          |
| 2-6-2012                                                                 | Copenaghen                                                               | Danimarca                                                                | 2 – 0                                                                    | Australia                                                                | Amichevole                                                               | -                                                                        | 66’                                                                      |
| 12-6-2012                                                                | Brisbane                                                                 | Australia                                                                | 1 – 1                                                                    | Giappone                                                                 | Qual. Mondiali 2014                                                      | -                                                                        | 13’ 25’, 55’                                                             |
| 3-12-2012                                                                | Mong Kok                                                                 | Hong Kong                                                                | 0 – 1                                                                    | Australia                                                                | Amichevole                                                               | -                                                                        |                                                                          |
| 5-12-2012                                                                | Mong Kok                                                                 | Corea del Nord                                                           | 1 – 1                                                                    | Australia                                                                | Amichevole                                                               | -                                                                        | 16’                                                                      |
| 7-12-2012                                                                | Mong Kok                                                                 | Guam                                                                     | 0 – 9                                                                    | Australia                                                                | Amichevole                                                               | 1                                                                        |                                                                          |
| 6-2-2013                                                                 | Malaga                                                                   | Australia                                                                | 2 – 3                                                                    | Romania                                                                  | Amichevole                                                               | -                                                                        | 81’                                                                      |
| 4-6-2013                                                                 | Saitama                                                                  | Giappone                                                                 | 1 – 1                                                                    | Australia                                                                | Qual. Mondiali 2014                                                      | -                                                                        |                                                                          |
| 11-6-2013                                                                | Melbourne                                                                | Australia                                                                | 4 – 0                                                                    | Giordania                                                                | Qual. Mondiali 2014                                                      | -                                                                        |                                                                          |
| 18-6-2013                                                                | Sydney                                                                   | Australia                                                                | 1 – 0                                                                    | Iraq                                                                     | Qual. Mondiali 2014                                                      | -                                                                        |                                                                          |
| 20-7-2013                                                                | Seul                                                                     | Corea del Sud                                                            | 0 – 0                                                                    | Australia                                                                | Coppa dell'Asia orientale 2013                                           | -                                                                        | cap. 45’ 48’                                                             |
| 25-7-2013                                                                | Hwaseong                                                                 | Giappone                                                                 | 3 – 2                                                                    | Australia                                                                | Coppa dell'Asia orientale 2013                                           | -                                                                        | cap.                                                                     |
| 7-9-2013                                                                 | Brasilia                                                                 | Brasile                                                                  | 6 – 0                                                                    | Australia                                                                | Amichevole                                                               | -                                                                        | 64’                                                                      |
| 19-11-2013                                                               | Adelaide                                                                 | Australia                                                                | 1 – 0                                                                    | Costa Rica                                                               | Amichevole                                                               | -                                                                        | 77’                                                                      |
| 5-3-2014                                                                 | Londra                                                                   | Australia                                                                | 3 – 4                                                                    | Ecuador                                                                  | Amichevole                                                               | -                                                                        |                                                                          |
| 26-5-2014                                                                | Sydney                                                                   | Australia                                                                | 1 – 1                                                                    | Sudafrica                                                                | Amichevole                                                               | -                                                                        |                                                                          |
| 7-6-2014                                                                 | Salvador                                                                 | Australia                                                                | 0 – 1                                                                    | Croazia                                                                  | Amichevole                                                               | -                                                                        | 81’                                                                      |
| 13-6-2014                                                                | Cuiabá                                                                   | Cile                                                                     | 3 – 1                                                                    | Australia                                                                | Mondiali 2014 - 1º turno                                                 | -                                                                        | 68’                                                                      |
| 4-9-2014                                                                 | Liegi                                                                    | Belgio                                                                   | 2 – 0                                                                    | Australia                                                                | Amichevole                                                               | -                                                                        | 87’                                                                      |
| 8-9-2014                                                                 | Londra                                                                   | Arabia Saudita                                                           | 2 – 3                                                                    | Australia                                                                | Amichevole                                                               | -                                                                        | 59’                                                                      |
| 10-10-2014                                                               | Abu Dhabi                                                                | Emirati Arabi Uniti                                                      | 0 – 0                                                                    | Australia                                                                | Amichevole                                                               | -                                                                        | 25’ 75’                                                                  |
| 13-1-2015                                                                | Sydney                                                                   | Oman                                                                     | 0 – 4                                                                    | Australia                                                                | Coppa d'Asia 2015 - 1º turno                                             | 1                                                                        |                                                                          |
| 17-1-2015                                                                | Brisbane                                                                 | Australia                                                                | 0 – 1                                                                    | Corea del Sud                                                            | Coppa d'Asia 2015 - 1º turno                                             | -                                                                        |                                                                          |
| 22-1-2015                                                                | Brisbane                                                                 | Australia                                                                | 2 – 0                                                                    | Cina                                                                     | Coppa d'Asia 2015 - Quarti di finale                                     | -                                                                        | 80’                                                                      |
| 27-1-2015                                                                | Newcastle                                                                | Australia                                                                | 2 – 0                                                                    | Emirati Arabi Uniti                                                      | Coppa d'Asia 2015 - Semifinale                                           | -                                                                        | 58’                                                                      |
| 31-1-2015                                                                | Adelaide                                                                 | Australia                                                                | 2 – 1 dts                                                                | Corea del Sud                                                            | Coppa d'Asia 2015 - Finale                                               | -                                                                        | 1º posto                                                                 |
| 25-3-2015                                                                | Kaiserslautern                                                           | Germania                                                                 | 2 – 2                                                                    | Australia                                                                | Amichevole                                                               | -                                                                        | 69’                                                                      |
| 16-6-2015                                                                | Biškek                                                                   | Kirghizistan                                                             | 1 – 2                                                                    | Australia                                                                | Qual. Mondiali 2018                                                      | -                                                                        |                                                                          |
| 3-9-2015                                                                 | Perth                                                                    | Australia                                                                | 5 – 0                                                                    | Bangladesh                                                               | Qual. Mondiali 2018                                                      | -                                                                        | cap. 76’                                                                 |
| 8-9-2015                                                                 | Dušanbe                                                                  | Tagikistan                                                               | 0 – 3                                                                    | Australia                                                                | Qual. Mondiali 2018                                                      | 1                                                                        | 59’                                                                      |
| 8-10-2015                                                                | Amman                                                                    | Giordania                                                                | 2 – 0                                                                    | Australia                                                                | Qual. Mondiali 2018                                                      | -                                                                        |                                                                          |
| 12-11-2015                                                               | Canberra                                                                 | Australia                                                                | 3 – 0                                                                    | Kirghizistan                                                             | Qual. Mondiali 2018                                                      | -                                                                        |                                                                          |
| 24-3-2016                                                                | Adelaide                                                                 | Australia                                                                | 7 – 0                                                                    | Tagikistan                                                               | Qual. Mondiali 2018                                                      | 1                                                                        | 46’                                                                      |
| 29-3-2016                                                                | Sydney                                                                   | Australia                                                                | 5 – 1                                                                    | Giordania                                                                | Qual. Mondiali 2018                                                      | -                                                                        |                                                                          |
| 27-5-2016                                                                | Sunderland                                                               | Inghilterra                                                              | 2 – 1                                                                    | Australia                                                                | Amichevole                                                               | -                                                                        |                                                                          |
| 4-6-2016                                                                 | Sydney                                                                   | Australia                                                                | 1 – 0                                                                    | Grecia                                                                   | Amichevole                                                               | -                                                                        | 81’                                                                      |
| 7-6-2016                                                                 | Melbourne                                                                | Australia                                                                | 1 – 2                                                                    | Grecia                                                                   | Amichevole                                                               | -                                                                        |                                                                          |
| 1-9-2016                                                                 | Perth                                                                    | Australia                                                                | 2 – 0                                                                    | Iraq                                                                     | Qual. Mondiali 2018                                                      | -                                                                        |                                                                          |
| 6-9-2016                                                                 | Abu Dhabi                                                                | Emirati Arabi Uniti                                                      | 0 – 1                                                                    | Australia                                                                | Qual. Mondiali 2018                                                      | -                                                                        |                                                                          |
| 6-10-2016                                                                | Gedda                                                                    | Arabia Saudita                                                           | 2 – 2                                                                    | Australia                                                                | Qual. Mondiali 2018                                                      | -                                                                        |                                                                          |
| 15-11-2016                                                               | Bangkok                                                                  | Thailandia                                                               | 2 – 2                                                                    | Australia                                                                | Qual. Mondiali 2018                                                      | -                                                                        | 57’                                                                      |
| 23-3-2017                                                                | Teheran                                                                  | Iraq                                                                     | 1 – 1                                                                    | Australia                                                                | Qual. Mondiali 2018                                                      | -                                                                        | 81’                                                                      |
| 28-3-2017                                                                | Sydney                                                                   | Australia                                                                | 2 – 0                                                                    | Emirati Arabi Uniti                                                      | Qual. Mondiali 2018                                                      | -                                                                        | 82’                                                                      |
| 13-6-2017                                                                | Melbourne                                                                | Australia                                                                | 0 – 4                                                                    | Brasile                                                                  | Amichevole                                                               | -                                                                        |                                                                          |
| 19-6-2017                                                                | Soči                                                                     | Australia                                                                | 2 – 3                                                                    | Germania                                                                 | Conf. Cup 2017 - 1º turno                                                | -                                                                        | cap.                                                                     |
| 22-6-2017                                                                | San Pietroburgo                                                          | Camerun                                                                  | 1 – 1                                                                    | Australia                                                                | Conf. Cup 2017 - 1º turno                                                | 1                                                                        | cap.                                                                     |
| 25-6-2017                                                                | Mosca                                                                    | Cile                                                                     | 1 – 1                                                                    | Australia                                                                | Conf. Cup 2017 - 1º turno                                                | -                                                                        |                                                                          |
| 31-8-2017                                                                | Saitama                                                                  | Giappone                                                                 | 2 – 0                                                                    | Australia                                                                | Qual. Mondiali 2018                                                      | -                                                                        | cap.                                                                     |
| 5-9-2017                                                                 | Melbourne                                                                | Australia                                                                | 2 – 1                                                                    | Thailandia                                                               | Qual. Mondiali 2018                                                      | -                                                                        |                                                                          |
| 5-10-2017                                                                | Malacca                                                                  | Siria                                                                    | 1 – 1                                                                    | Australia                                                                | Qual. Mondiali 2018                                                      | -                                                                        | cap. 45’                                                                 |
| 10-10-2017                                                               | Sydney                                                                   | Australia                                                                | 2 – 1 dts                                                                | Siria                                                                    | Qual. Mondiali 2018                                                      | -                                                                        | 42’                                                                      |
| 15-11-2017                                                               | Sydney                                                                   | Australia                                                                | 3 – 1                                                                    | Honduras                                                                 | Qual. Mondiali 2018                                                      | -                                                                        | 89’                                                                      |
| 23-3-2018                                                                | Oslo                                                                     | Norvegia                                                                 | 4 – 1                                                                    | Australia                                                                | Amichevole                                                               | -                                                                        |                                                                          |
| 27-3-2018                                                                | Londra                                                                   | Colombia                                                                 | 0 – 0                                                                    | Australia                                                                | Amichevole                                                               | -                                                                        |                                                                          |
| 1-6-2018                                                                 | Sankt Pölten                                                             | Australia                                                                | 4 – 0                                                                    | Rep. Ceca                                                                | Amichevole                                                               | -                                                                        |                                                                          |
| 9-6-2018                                                                 | Budapest                                                                 | Ungheria                                                                 | 1 – 2                                                                    | Australia                                                                | Amichevole                                                               | -                                                                        |                                                                          |
| 16-6-2018                                                                | Kazan'                                                                   | Francia                                                                  | 2 – 1                                                                    | Australia                                                                | Mondiali 2018 - 1º turno                                                 | -                                                                        |                                                                          |
| 21-6-2018                                                                | Samara                                                                   | Danimarca                                                                | 1 – 1                                                                    | Australia                                                                | Mondiali 2018 - 1º turno                                                 | -                                                                        |                                                                          |
| 26-6-2018                                                                | Soči                                                                     | Australia                                                                | 0 – 2                                                                    | Perù                                                                     | Mondiali 2018 - 1º turno                                                 | -                                                                        | 88’                                                                      |
| 15-10-2018                                                               | Al Kuwait                                                                | Kuwait                                                                   | 0 – 4                                                                    | Australia                                                                | Amichevole                                                               | -                                                                        |                                                                          |
| 17-11-2018                                                               | Brisbane                                                                 | Australia                                                                | 1 – 1                                                                    | Corea del Sud                                                            | Amichevole                                                               | -                                                                        | cap. 88’                                                                 |
| 30-12-2018                                                               | Dubai                                                                    | Oman                                                                     | 0 – 5                                                                    | Australia                                                                | Amichevole                                                               | -                                                                        | 72’                                                                      |
| 6-1-2019                                                                 | al-'Ayn                                                                  | Australia                                                                | 0 – 1                                                                    | Giordania                                                                | Coppa d'Asia 2019 - 1º turno                                             | -                                                                        | Cap.                                                                     |
| 11-1-2019                                                                | Dubai                                                                    | Palestina                                                                | 0 – 3                                                                    | Australia                                                                | Coppa d'Asia 2019 - 1º turno                                             | -                                                                        | Cap.                                                                     |
| 15-1-2019                                                                | al-'Ayn                                                                  | Australia                                                                | 3 – 2                                                                    | Siria                                                                    | Coppa d'Asia 2019 - 1º turno                                             | -                                                                        | Cap.                                                                     |
| 21-1-2019                                                                | al-'Ayn                                                                  | Australia                                                                | 0 – 0 dts (4 – 2 dtr)                                                    | Uzbekistan                                                               | Coppa d'Asia 2019 - Ottavi di finale                                     | -                                                                        | Cap.                                                                     |
| 25-1-2019                                                                | al-'Ayn                                                                  | Emirati Arabi Uniti                                                      | 1 – 0                                                                    | Australia                                                                | Coppa d'Asia 2019 - Quarti di finale                                     | -                                                                        | Cap.                                                                     |
| 10-10-2019                                                               | Canberra                                                                 | Australia                                                                | 5 – 0                                                                    | Nepal                                                                    | Qual. Mondiali 2022                                                      | -                                                                        | Cap.                                                                     |
| Totale                                                                   |                                                                          | Presenze (10º posto)                                                     | 80                                                                       |                                                                          | Reti                                                                     | 6                                                                        |                                                                          |

## Palmarès

### Club

#### Competizioni nazionali
- Campionato australiano: 3

Sydney FC: 2005-2006
Melbourne Victory: 2014-2015, 2017-2018

#### Competizioni internazionali
- OFC Champions League: 1

Sydney FC: 2005

### Nazionale
- Coppa d'Asia: 1

2015